# Scott Stanford
Scott Stanford es un periodista y comentarista deportivo de lucha libre profesional estadounidense. Junto a Tamsen Fadal fue coanimador en WPIX-TV en el horario de la tarde y prime de la ciudad de Nueva York hasta julio de 2014. Actualmente trabaja para la WWE.

## Carrera periodística

### Deporte (2002-2008, 2009-2013, 2014-presente)
En WCBS Newsradio 880, Stanford recibió el premio "AIR Award" de 2002 y 2003, que lo reconoció como mejor presentador de deportes de radio de la ciudad de Nueva York. Stanford también ha sido galardonado cinco veces como el deportivo Emmy Award en Nueva York por "On-Camera Achievement" (Logro ante la cámara). En 2003, se unió a WWOR-TV en el equipo de noticias My9, y durante los 6 años siguientes fue animador y reportero, incluyendo funciones de alojamiento para la popular subsidiaria Geico Sunday Sports Rap. En 2008, comenzó además a trabajar para WNYW-TV, donde ejercía sus labores como periodista luego de los partidos de los New York Yankees, animando y reportando además para los New York Giants. Scott inició un segmento llamado "Know Your Foe" (Conoce a tu enemigo) el que recibió un premio por la Associated Press. También fue comentarista de baloncesto universitario y fútbol. Stanford dejó la WNBC-TV para comenzar  a trabajar en la WPIX en el horario de la tarde y prime, pero más tarde se le dio un papel reasignado en julio de 2014, convirtiéndose en presentador de deportes de WPIX. También es anfitrión de deportes de PIX11, un programa de deporte de PIX11 de horario prime.

## Carrera en lucha libre profesional

### World Wrestling Entertainment (2009-presente)
Stanford debutó en WWE en 2009, en sustituyendo a Jack Korpela como animador de Bottom Line. En octubre de 2010, se convirtió en el nuevo comentarista WWE Superstars sustituyendo a Michael Cole, siendo su primera aparición el 7 de octubre en Superstars con Jerry Lawler. Este equipo tuvo una corta duración, sin embargo, a mediados de noviembre CM Punk reemplazó a Lawler en Raw y Superstars. A finales de diciembre, Punk dejó el equipo de comentaristas luego de agredir a John Cena con una silla. El 31 de diciembre en Superstars, Josh Mathews se unió a Stanford como comentarista. Además de sus funciones de comentarios, acogió los Preshows de los PPV de cada mes, junto a Tony Dawson. Stanford también hizo apariciones en la serie de YouTube Z! True Long Island Story de Zack Ryder. En el programa, Stanford revelaría que fue él el hombre que atacó a Chiappetta, el mejor amigo de Ryder, convirtiéndose en el proceso en heel. Más tarde se comprobó que un impostor se hizo pasar por Stanford. Actualmente Stanford, es anfitrión de los Monday Night Raw en los Pre-show en WWE Network.